# Euchromia folletii
Euchromia folletii är en fjärilsart som beskrevs av Guérin-meneville 1832. Euchromia folletii ingår i släktet Euchromia och familjen björnspinnare. Inga underarter finns listade i Catalogue of Life.